# 高舉·愛
《高舉·愛》（英語：Love Lifting），是一齣2012年香港電影，由香港電影發展局的電影發展基金融資計劃提供融資製作的電影。 由邱禮濤執導。

## 故事
感情與經營酒吧生意失敗的石勇（杜汶澤飾）帶著全部家當搬到石澳居住，還被老闆娘紅靚姑（恬妞飾）等誤認為落難黑社會老大。就在他失意落寞的時候，認識了隔壁因患糖尿病黯然退役的前舉重運動員“大力妹”李麗（江若琳飾），並漸成好友，最後兩人還成婚後育有一子。但是李麗仍然放不下心愛的舉重事業，石勇看在眼裡記在心上，暗中協調各種關係，幫助並鼓勵妻子重投舉重訓練完成未遂的夢想。就這樣，石勇擔當家庭煮夫的角色支持著愛妻李麗走向舉重舞台，但是……

## 演員表
- 江若琳 飾 李麗
- 杜汶澤 飾 石勇
- 恬　妞 飾 紅靚姑
- 徐正曦 飾 紅靚姑的兒子
- 林盛斌 飾 搬運工人
- 小　肥 飾 搬運工人
- 張頌文 飾 陳超
- 王建新 飾 齊教練
- 恭碩良 飾 丁哥（健身房老板）
- 張同祖 飾 石勇之父
- 李　楓 飾 石勇之母

## 歌曲
- 主题曲-《你給我力量》　演唱：江若琳　曲/編：張家誠 詞：李敏 監：伍樂城（收錄於2012年10月12日發行的江若琳專輯《天空之樹》）

## 製作團隊
- 製作人：林小明、伍健雄
- 導演：邱禮濤
- 編劇：邱禮濤、楊漪珊、王亞文
- 攝影：陳廣鴻
- 剪輯：鍾偉釗
- 藝術指導：莊國榮
- 美術設計：莊國榮
- 服裝設計：葉淑華

此外，本片得到舉重教練兼裁判陳蘇眉作技術指導、以及有東莞石龍鎮的舉重運動員參與拍攝。

## 獎項及提名
| 獎項                       | 類別       | 名字        | 結果 |
| -------------------------- | ---------- | ----------- | ---- |
| 第19屆香港電影評論學會大獎 | 推薦電影   | 《高舉·愛》 | 獲獎 |
| 第32屆香港電影金像獎       | 最佳女主角 | 江若琳      | 提名 |

## 外部連結
- Love Lifting （页面存档备份，存于） IMDB
- 高舉‧愛 （页面存档备份，存于） 香港影庫